# Соколовская, Светлана Владимировна
Светла́на Влади́мировна Соколо́вская (род. 10 декабря 1965, Норильск, Красноярский край) — российский тренер по фигурному катанию. Заслуженный тренер России.

## Биография
Соколовская начала заниматься фигурным катанием в шестилетнем возрасте в Норильске как одиночница. Её первым тренером была Жанна Громова, наиболее известной воспитанницей которой является призёр Олимпийских игр Ирина Слуцкая. Позже она была переведена в танцы на льду, в группу Юрия Разбеглова (Воскресенск).
Соревнуясь в танцах на льду, получила звание кандидата в мастера спорта СССР.
После окончания спортивной карьеры поступила в Усть-Каменогорский педагогический институт, который окончила в 1987 году.
Одними из первых учениц Соколовской стали двукратный бронзовый призёр чемпионата России Лилия Биктагирова и победитель первенства России среди юниоров Арина Мартынова.
С 2009 года под руководством Соколовской тренировалась серебряный призёр финала Кубка России Катарина Гербольдт. В том же году ученица Соколовской Анна Овчарова вышла в финал Гран-при среди юниоров.
В 2016 году воспитанник Соколовской Александр Самарин стал серебряным призёром чемпионата России и спустя год достиг аналогичного результата.
Под руководством Соколовской Самарин стал серебряным призёром чемпионата Европы (2019), а также двукратным бронзовым призёром чемпионата России (2019, 2023) и бронзовым призёром командного чемпионата мира (2019).
В декабре 2020 года ученик Соколовской Марк Кондратюк стал бронзовым призёром чемпионата России.
Осенью 2021 года Кондратюк выиграл бронзу турнира Nebelhorn Trophy, заработав тем самым третью квоту для россиян на Олимпийских играх в Пекине. В том же сезоне он стал победителем чемпионата России и чемпионата Европы.
На Олимпиаде в Пекине Кондратюк стал олимпийским чемпионом в командных соревнованиях, набрав для команды Олимпийского комитета России 17 баллов из 20 возможных. Там же в личных соревнованиях Марк Кондратюк занял 15 место.
В сезоне 2022—2023 Кондратюк стал победителем и бронзовым призёром этапов и бронзовым призёром финала Гран-при России.
Перед началом сезона 2022—2023 к Соколовской пришла Софья Самоделкина и заняла 2 и 1 места на этапах Гран-при России.
В том же сезоне группу Соколовской пополнила серебряный призёр Олимпийских игр в Пекине
 Александра Трусова. Под руководством Соколовской спортсменка заняла 3 и 2 места на этапах российского Гран-при.
С 2025 года Соколовская ведёт тренерскую деятельность в академии Татьяны Навки «Наши Надежды».

## Награды и звания
- Кандидат в мастера спорта СССР по фигурному катанию в танцах на льду[1]
- Заслуженный тренер России (2022)[16]
- Медаль ордена «За заслуги перед Отечеством» I степени (2023)[17]